# DB V 60 sorozat
A DB V 60 egy német hidraulikus erőátvitelű C tengelyelrendezésű dízelmozdony-sorozat. Tolatásokhoz és könnyű tehervonatok vontatására használják.
Összesen 942 darabot gyártottak belőle 1956 és 1964 között: 382-t a Maschinenbau Kiel, 252-t a Krupp, 151-et a Henschel, 51-et a Krauss-Maffei, 40-et a Jung, 36-ot az Esslingen, 27-et a Klöckner-Humboldt-Deutz és 3-at a Gmeinder.
Tizenhét mozdonyt eladtak Norvégiának, mint NSB Di 5 sorozat, néhányat a Jugoszláv Államvasutaknak, mint JŽ 734 sorozat, és néhányat a Horvát Államvasutaknak, mint HŽ 2133 sorozat.